# Breitblättrige Steineibe
Die Breitblättrige Steineibe (Podocarpus latifolius) ist eine Pflanzenart aus der Gattung der Steineiben (Podocarpus) innerhalb der Familie der Steineibengewächse (Podocarpaceae). Sie ist in Südafrika (vor allem in afromontanen Wäldern) heimisch und wird dort Yellowwood genannt; in deutschsprachigen Südafrikareiseführern wird sie deswegen „Yellowwood-Baum“ genannt. 

## Beschreibung
Die Breitblättrige Steineibe ist ein langsamwüchsiger, immergrüner Baum und erreicht als über das Kronendach ragender Emergent Wuchshöhen von bis zu 35 Metern bei Stammdurchmessern von bis zu 3 Metern. Die Laubblätter sind streifenförmig und etwa 3 bis 4 cm, an jungen Bäumen teils auch bis 10 cm lang bei etwa 6 bis 12 mm Breite. Der frische Blattaustrieb ist hellgrün, wogegen die ältere Belaubung dunkelgrün ist.
Die Breitblättrige Steineibe ist zweihäusig getrenntgeschlechtig (diözisch). Die von einem bläulichen und „bereiften“ Epimatium umhüllten Samen reifen im Dezember bis Februar. Das Podocarpium ist rot, essbar und schmeckt süß.
Das harte gelbfarbige Holz, Gelbholz, dieser Art ist sehr begehrt; durch Übernutzung in der Vergangenheit sind die natürlichen Vorkommen deutlich reduziert worden.

## Taxonomie
Die Erstveröffentlichung erfolgte 1800 unter dem Namen (Basionym) Taxus latifolius Thunb. durch Carl Peter Thunberg in Prodromus Plantarum Capensium, ..., S. 117. Die Neukombination zu Podocarpus latifolius (Thunb.) R.Br. ex Mirb. wurde 1825 zwar vom britischen Botaniker Robert Brown realisiert, aber erst bei Charles François Brisseau de Mirbel in Mémoires du Muséum d'Histoire Naturelle, 13, S. 75 veröffentlicht, der den Namen Robert Brown zuschrieb. Weitere Synonyme für Podocarpus latifolius (Thunb.) R.Br. ex Mirb.: Taxus latifolius Thunb., Podocarpus thunbergii Hook., Nageia latifolia (Thunb.) Kuntze, Podocarpus milanjianus Rendle, Podocarpus ulugurensis Pilger, Podocarpus latifolius var. latior Leistner. Das Artepitheton latifolius bedeutet breitblättrig.

## Verbreitung
Die Heimat der Breitblättrigen Steineibe liegt im südlichen und östlichen Südafrika; ihr Verbreitungsgebiet reicht von der Provinz Westkap nach Osten bis KwaZulu-Natal und nach Norden bis Limpopo.

## Sonstiges
Die Breitblättrige Steineibe ist der Nationalbaum Südafrikas.